# معاهدة بكين بشأن الأداء السمعي البصري
معاهدة بكين بشأن الأداء السمعي البصري، هي معاهدة متعددة الأطراف تنظم حق المؤلف للأداء السمعي البصري وتوسع حقوق فناني الأداء. اُعتمدت معاهدة بكين في 26 يونيو/حزيران 2012 من قبل المؤتمر الدبلوماسي المعني بحماية الأداء السمعي البصري للمنظمة العالمية للملكية الفكرية، والذي شارك فيه 156 دولة عضوا في المنظمة العالمية للملكية الفكرية إلى جانب 6 منظمات حكومية دولية و6 منظمات أخرى غير حكومية، وتليها 19 دولة أخرى في عامي 2012 و2013. دخلت معاهدة بكين حيز التنفيذ في 28 أبريل/نيسان 2020 بعد استلام التصديق الثلاثين، واعتباراً من أغسطس/آب 2021 أصبح لديها 42 طرفاً متعاقداً.
وقد أشاد دعاة حقوق الفنانين وفناني الأداء في جميع أنحاء العالم بمعاهدة بكين بجانب بعض المنظمات غير الربحية الناشطة مثل (Knowledge Ecology International)؛ ولكن المعاهدة أيضاً تعرضت للإنتقاد من قبل بعض نشطاء الحقوق الرقمية والثقافة الحرة مثل مؤسسة الحدود الإلكترونية (EFF) باعتبار أن المعاهدة تقوم بالتعدي على حرية التعبير، وتساهم في مساعدة أنظمة الرقابة.

## الاعتماد
قد استغرقت المفاوضات بشأن معاهدة بكين 12 عاماً، واُعتمدت في 26 يونيو/حزيران 2012 في مؤتمر المنظمة العالمية للملكية الفكرية الدبلوماسي لحماية الأداء السمعي البصري، والذي بدأ في 20 يونيو/حزيران في مدينة بكين. وشارك في المؤتمر 156 دولة عضوا في المنظمة العالمية للملكية الفكرية بالإضافة إلى 6 منظمات حكومية دولية و6 منظمات غير حكومية.
122 دولة وقعت الوثيقة الختامية للمعاهدة، والمعاهدة بحد ذاتها جمعت توقيع 48 دولة. ومن الدول الموقعة من قارة أوروبا قبرص، والدنمارك، وفرنسا، والمجر، وإيطاليا، ومولدوفا، وإسبانيا، وسويسرا. ومن قارتي أمريكا الشمالية وأمريكا الجنوبية شيلي، وكولومبيا، وغرينادا، وكوستاريكا، وهايتي، وجامايكا، والمكسيك، ونيكاراغوا، وبيرو، والولايات المتحدة. ومن قارة آسيا الصين، ومنغوليا، وكوريا الجنوبية.
ظلت المعاهدة مفتوحة للتوقيع لمدة عام، وخلال ذلك الوقت انضم لقائمة الموقعين 19 دولة أخرى بالإضافة إلى الاتحاد الأوروبي (النمسا، بلجيكا، بلغاريا، بوتسوانا، جمهورية التشيك، السلفادور، إستونيا، ألمانيا، اليونان، غواتيمالا، هندوراس، إندونيسيا، الجبل الأسود، بولندا، قطر، رومانيا، سلوفينيا، المملكة المتحدة، وزيمبابوي). لم تدخل معاهدة بكين حيز التنفيذ حتى صُدقت من قبل 30 طرفاً مؤهلاً على الأقل، وهنالك دون شك دول أخرى قد تصبح طرفاً من خلال انضمامها للمعاهدة.
وفي فبراير/شباط 2016، قدم الرئيس الأمريكي باراك أوباما المعاهدة إلى مجلس الشيوخ الأمريكي للتصديق عليها، وبتصديق إندونيسيا في 28 يناير/كانون الثاني 2020 ستدخل معاهدة بكين حيز التنفيذ بالنسبة للأطراف الثلاثين المتعاقدة في 28 أبريل/نيسان 2020، علاوة على ذلك في عام 2012 وافقت الدول الأعضاء في المنظمة العالمية للملكية الفكرية على المعاهدة في المؤتمر الدبلوماسي الذي استضافته الحكومة الصينية في مدينة بكين، حيث سُميت المعاهدة بعد ذلك بإسمها.
لم تعد معاهدة بكين سارية في الاتحاد الأوروبي أو المملكة المتحدة أو الولايات المتحدة اعتباراً من 2 مارس/آذار 2021، وبذلك نستنتج بإنه يجب على الموقعين أيضاً التصديق على المعاهدة لكي تعتبر سارية المفعول.

## النطاق
معاهدة بكين لحماية الأداء السمعي البصري هي معاهدة متعددة الأطراف تنظم حق المؤلف للأداء السمعي البصري.
وفقاً للمنظمة العالمية للملكية الفكرية فإن "معاهدة بكين الجديدة تضع لأول مره فناني الأداء السمعي البصري في الإطار الدولي لحقوق المؤلف بطريقة شاملة، وتشير كذلك إلى البنود المخصصة لحماية مصنفاتهم على الإنترنت وهي تتناول مسألة نظام حق المؤلف الذي يتعارض مع غيره من أرباب المهنة كالمعاهدات السابقة مثل معاهدة المنظمة العالمية للملكية الفكرية بشأن الأداء والتسجيل الصوتي والتي ركزت على الجانب الصوتي أكثر من الجانب البصري، وتنص المنظمة العالمية للملكية الفكرية على أن المعاهدة تعزز الحقوق المالية والمعنوية لفناني الأداء السمعي البصري.
تمنح الحقوق المالية فناني الأداء السمعي البصري فرصة لتقاسم الدخل الذي يجمعه المنتجون من الأعمال السمعية البصرية الموزعة دولياً، أما الحقوق المعنوية فتتعامل مع المسائل المتعلقة بالافتقار للإسناد والتحريف.

## الإشادة
أشاد عدد من فناني الأداء السمعي البصري بالمعاهدة، كما توفرت الدعاية الإعلامية من خلال حضور ودعم العديد من الممثلين البارزين عالمياً والذين أيدوا المعاهدة في العديد من المحافل والمناسبات، وهم الأمريكية ميريل ستريب، والبرازيلية سونيا براغا، والصيني مي باو جيو، والإسباني خافيير باردم، وأنطونيو بانديراس، كما أن ممثلو الحكومة من الصين والاتحاد الأوروبي والولايات المتحدة قدموا دعمهم للمبادرة، ومن المنظمات الداعمة للمعاهدة هي منظمة التحالف الدولي لحقوق الملكية الفكرية.

## النقد
انتقدوا علماء ونشطاء الحقوق الرقمية والثقافة الحرة معاهدة بكين، وذلك لأنها تمنح الممثلين حق احتكار كيفية استخدام أدائهم السمعي البصري، فلم يعد على فناني الأداء الاحتفاظ بحقوق الطبع والنشر لعملهم، ولذلك نجد أن النقاد يدّعون أنه قد تعرضك معاهدة بكين للمسألة القانونية في حال استخدامك مقاطع من أفلام ومسلسلات تلفزيونية وما إلى ذلك في المحاكاة الساخرة أو من خلال إضافة بعض التعديلات عليها كالدمج أو إعادة التوزيع على سبيل المثال، وتتزايد المخاوف من أن هذا سيسمح للذين تشملهم المعاهدة سواء من ممثلين أو موسيقيين بحظر أي محاكاة ساخرة أو تعليق لا يروق لهم؛ وبالتالي تنتهك حرية التعبير والحد من الاستعمال العادل وحقوق إعادة الاستعمال المماثلة. وقد أشار البروفيسور (هانيبال ترافيس) إلى أن معاهدة بكين تساهم في تسهيل إنشاء أنظمة الرقابة.
كما لاحظت المدونة الأمريكية تكديرت (Techdirt) أن المعاهدة تسمح أيضاً بنقل الحقوق الجديدة للمنتجين، وبناء على ذلك فإن المعاهدة تقدم الدعم للمنتجين والمنظمات مثل رابطة صناعة التسجيلات الأمريكية وجمعية الفيلم الأمريكي.

## روابط خارجية
- Text and signatories at wipo.int